# ضيان الجهاور (السويق)
ضيان الجهاور منطقة سكنية تقع في ولاية السويق، التابعة لمحافظة شمال الباطنة في سلطنة عمان. يقدر عدد سكانها بـ 236 نسمة حسب إحصاء عام 2010 التابع للمركز الوطني للإحصاء والمعلومات الحكومي. رمز المنطقة هو 60640143.

## الوصلات الخارجية
- المركز الوطني للإحصاء والمعلومات، سلطنة عمان